# إسحاق يندلي
إسحاق يندلي (بالإسبانية: Isaac Lindley)‏ هو شخصية أعمال بيروفي، ولد في 4 أبريل 1904، وتوفي في 18 أكتوبر 1989.